# Siculodopsis pallidifrons
Siculodopsis pallidifrons är en fjärilsart som beskrevs av W. Warren 1907. Siculodopsis pallidifrons ingår i släktet Siculodopsis och familjen Uraniidae. Inga underarter finns listade i Catalogue of Life.